# Quillimadec
Le Quillimadec est un fleuve côtier français du Finistère.

## Géographie
Le Quillimadec est un petit cours d'eau long de 22,3 km, qui prend sa source sur les hauteurs de Plounéventer et forme la limite entre les communes de Ploudaniel, Trégarantec, Lesneven, Kernouës, Saint-Frégant et Guissény, situées sur sa rive gauche, et celles de Saint-Méen, Lanhouarneau, Plouider et Kerlouan, situées sur sa rive droite.

## Histoire

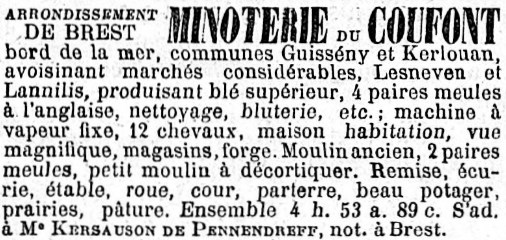
Annonce de la vente de la minoterie du Couffont (Couffon), située sur le Quillimadec, à la limite des communes de Guissény et Kerlouan (Le Figaro du 21 juin 1878).

## Écologie, environnement
Le bassin-versant du Quillimadec et de l'Alanan, d'une superficie de 9 779 hectares, compte 16 000 habitants ; en moyenne de 2002 à 2019, entre avril et octobre, la surface occupée sur l'estran par les algues vertes, a été de 11 hectares.
Une importante pollution au lisier a été constatée dans ce cours d'eau en février 2019 à la suite du déversement de plusieurs centaines de mètres cubes de cet effluent agricole dans celui-ci. Cette pollution a notamment provoqué la mort de truites dans un élevage piscicole situé en aval (40 tonnes de poisson mort).
La Communauté Lesneven Côte des Légendes mène un programme d’actions sur les bassins-versants du Quillimadec et de l’Alanan dans une optique de reconquête de la qualité de l’eau.